# Widar Brenner
Widar Magnus Brenner, född 1887 i Helsingfors, död 1932, var en finländsk botanist. Han var son till Magnus Brenner.
Brenner blev filosofie doktor 1915, assistent vid Finlands geologiska kommission 1919, och har utgett värdefulla växtfysiologiska och växtanatomiska arbeten, såsom över svamparnas kvävenäring och pigmentbildning, småbladens variationsrörelser, protoplasmats permeabilitet och juncacéernas embryologi.